# プースパチュック
プースパチュック族（Poospatuck、又はウンケチャウグ族、Unkechaug）とは北米のインディアン部族である。

## 概要
アメリカ合衆国ニューヨーク州ロングアイランドの南海岸に定住し、現在、ニューヨーク州サフォーク郡のロングアイランドにプースパチュック保留地（Reservation）がある。2000年の調査で保留地の人口は271人だった。黒人や白人との混血も多い。言葉はアルゴンキン語族のクィリピ族の語族のモヒカン族の方言に密接に関連している。
プースパチュックの名は17世紀にオランダ人とイギリス人入植者がロングアイランドに到着した時、東海岸の高級貝殻から、"川が合流するところ("where the waters meet") と言う意味で呼ばれていた。ウンケチャウグは"丘の向こうから来た人々"("People from beyond the hill") である。プースパチュック・ウンクァチョグ族とも言う。
リチャード・ウォード首長は1820年から1902年まで部族の首長だった。1994年から現在の首長はハリー・ウォレス。